# Pârâul Stânei, Ghimbav
Pârâul Stânei este un curs de apă, afluent al râului Ghimbav. 